# Сербин, Семён Сергеевич
Семен Сергеевич Сербин (4 февраля 1910 , Троицк, — 19 декабря 1986) — украинский советский ученый-аграрий, доктор биологических наук, профессор.

## Биография
Родился 4 февраля 1910 г. в городе Троицк Оренбургской губернии Российской империи.
В 1928 году Семен Сербин окончил в Троицкую школу с педагогическим уклоном и был назначен директором начальной школы села Фершампенуаз.
После окончания курсов агрономов Семен Сергеевич был назначен директором школы колхозной молодежи и участковым агрономом Пречистенского отделения Чкаловского района Чкаловской области.
В 1932 году Семен Сергеевич был призван в Красную армию. После увольнения в запас в 1934 году работал старшим агрономом Костекской машинно-тракторной станции.
Участник Великой Отечественной войны.
С 1946 года — научный сотрудник Всесоюзного научно-исследовательского института сахарной свеклы до марта 1953 года.
С марта 1953 года по апрель 1956 года Семен Сергеевич работал в отделе науки и культуры ЦК КП Украины, а с 13 апреля 1956 года назначен на должность заместителя директора по учебной и научной работе Каменец-Подольского сельскохозяйственного института. С первого августа этого же года избран заведующим кафедрой биологии университета.
Ректор Каменец-Подольского сельскохозяйственного института в 1957—1980 годах.
Делегат XXIV съезда КПСС.
Умер в 1986 году в Хмельницком.